# 短吻新银鱼
短吻新银鱼（学名：Neosalanx brevirostris）为輻鰭魚綱胡瓜魚目银鱼科新银鱼属的鱼类，俗名白饭鱼，是中国的特有物种。分布于河口种类、进入珠江口生活等，體長可達7公分，棲息在底層水域，會進行洄游，生活習性不明。该物种的模式产地在越南河内。